# Sascha Hehn
(Sascha Hehn, , in un'intervista televisiva del 1991)
Alexander Josef Albert(o) Hehn, detto Sascha (Monaco di Baviera, 11 ottobre 1954), è un attore e doppiatore tedesco, attivo sin da bambino in campo cinematografico e televisivo.

## Biografia
Figlio dell'attore Albert Hehn e dell'attrice Gardy Artinger , tra cinema e televisione, ha partecipato complessivamente ad oltre novanta diverse produzioni.
Tra i suoi ruoli principali per il piccolo schermo, figurano quello di Pete Jarrett nella serie The Outsiders (1976-1977), quello di Victor nella serie La nave dei sogni (1981-1991) e quello del Dottor Udo Brinkmann nella serie La clinica della Foresta Nera (1985-1989) e quello del Dottor Markus Merthin nella serie  Markus Merthin, medico delle donne (1994-1997).
È inoltre un volto noto al pubblico televisivo per essere apparso come guest-star in vari episodi degli anni ottanta della serie L'ispettore Derrick.
Alla carriera di attore affianca saltuariamente anche quella di doppiatore: ha prestato la propria voce, tra gli altri, all'attore britannico-canadese Mike Myers.

## Filmografia

### Cinema
- Ein Sommer, den man nie vergißt, regia di Werner Jacobs (1959)
- Hubertusjagd, regia di Hermann Kugelstadt (1959)
- Ein Student ging vorbei, regia di Werner Klingler (1960)
- ...und keiner schämte sich, regia di Hans Schott-Schöbinger (1960)
- Drei weiße Birken, regia di Hans Albin (1961)
- Dicke Luft, regia di Rolf von Sydow (1962)
- Das Mädel aus dem Böhmerwald, regia di August Rieger (1965)
- Le ragazze dal ginecologo (Mädchen beim Frauenarzt), regia di Ernst Hofbauer (1971)
- Cosa vogliono da noi queste ragazze? (Schüler-Report), regia di Eberhard Schröder (1971)
- Die Klosterschülerinnen, regia di Eberhard Schröder (1972)
- Hausfrauen-Report 3.Teil - Alle Jahre wieder-wenn aus blutjungen Mädchen blutjunge Hausfrauen werden, regia di Eberhard Schröder (1972)
- Le apprendiste (Lehrmädchen-Report), regia di Ernst Hofbauer (1972)
- Schulmädchen-Report 4. Teil - Was Eltern oft verzweifeln lässt, regia di Ernst Hofbauer (1972) Non accreditato
- Le pillole del farmacista (Die liebestollen Apothekertöchter), regia di Franz Antel e Michel Caputo (1972)
- Blau blüht der Enzian, regia di Franz Antel (1973)
- Junge Mädchen mögen's heiß, Hausfrauen noch heißer, regia di Eberhard Schröder (1973)
- Was Schulmädchen verschweigen, regia di Ernst Hofbauer (1973) Non accreditato
- Das Wandern ist Herrn Müllers Lust, regia di Franz Antel (1973)
- Lolite supersexy (Schulmädchen-Report 6. Teil - Was Eltern gern vertuschen möchten), regia di Ernst Hofbauer (1973) Non accreditato
- Schloß Hubertus, regia di Harald Reinl (1973)
- I turbamenti sessuali di Maddalena (Magdalena, vom Teufel besessen), regia di Walter Boos (1974) Non accreditato
- Verbrechen nach Schulschluß, regia di Alfred Vohrer (1975)
- Die Brücke von Zupanja, regia di Harald Philipp (1975)
- Con la bava alla bocca (Albino), regia di Jürgen Goslar (1976)
- Gli amori impuri di Melody (Melody in Love), regia di Hubert Frank (1978)
- Intime carezze (Nackt und heiß auf Mykonos), regia di Claus Tinney (1979)
- Austern mit Senf, regia di Franz Antel (1979)
- Kreuzberger Liebesnächte, regia di Claus Tinney (1980)
- Patrizia, regia di Hubert Frank (1980)
- Burning Rubber, regia di Norman Cohen (1981)
- Pinups und ein heißer Typ, regia di Joel Silberg (1981)
- Ein Engel für Felix, regia di Marijan David Vajda (1992)
- Point of View, regia di Arne Jysch - cortometraggio (2009)

### Televisione
- Alle meine Söhne, regia di Franz Peter Wirth – film TV (1961)
- Peter Pan, regia di Paul Verhoeven – film TV (1962)
- Reisender ohne Gepäck, regia di Ludwig Cremer – film TV (1963)
- Robinson soll nicht sterben, regia di Franz Josef Wild – film TV (1963)
- Bei uns zu Haus – serie TV, 13 episodi (1963-1964)
- Die göttlichen Träume ... zu der Musik von Jacques Offenbach, regia di Bernhard Thieme – film TV (1964)
- 4+1 Klavier, regia di Klaus Kirschner – film TV (1964)
- Die fünfte Kolonne – serie TV, 1 episodio (1964)
- Der doppelte Nikolaus, regia di Rainer Erler – film TV (1964)
- Der Gast, regia di Wolfgang Becker – film TV (1964)
- Manchmal spielt der Himmel mit, regia di Falk Harnack – film TV (1965)
- Alarm in den Bergen – serie TV, 2 episodi (1965)
- Und nicht mehr Jessica, regia di Falk Harnack – film TV (1965)
- Antigone, regia di Franz Peter Wirth – film TV (1965)
- Ein Wintermärchen, regia di Gerhard Klingenberg – film TV (1965)
- Mit Familienanschluss, regia di Hans Müller – film TV (1965)
- Hafenpolizei – serie TV, 1 episodio (1966)
- Im Jahre Neun, regia di Oswald Döpke – film TV (1966)
- Die wundersame Schustersfrau, regia di Werner Schlechte – film TV (1966)
- Zimmer 13 – serie TV, 1 episodio (1968)
- Die seltsamen Ansichten des Mr. Eliot, regia di Karl-Heinz Bieber – film TV (1968)
- Madame Bovary, regia di Hans-Dieter Schwarze – film TV (1969)
- Die Vico-Torriani-Show – serie TV (1971)
- Mein Bruder - Der Herr Dokter Berger – serie TV, 1 episodio (1972)
- Gestern gelesen – serie TV, 1 episodio (1973)
- Cautio Criminalis, regia di Hagen Müller-Stahl – film TV (1974)
- Ein Haus für uns – serie TV (1974)
- Der Kommissar – serie TV, 1 episodio (1975)
- Bitte keine Polizei – serie TV, 1 episodio (1975)
- The Outsiders – serie TV, 13 episodi (1976-1977)
- Notarztwagen 7 – serie TV, 1 episodio (1977)
- Wie Rauch und Staub, regia di Wolfgang Schleif – film TV (1979)
- Eine Frau bleibt eine Frau – serie TV, 1 episodio (1979)
- Die Protokolle des Herrn M – serie TV, 1 episodio (1979)
- Der Schuft, der den Münchhausen schrieb, regia di Rudolf Nussgruber – film TV (1979)
- Die Missvergnügten, regia di Imo Moszkowicz – film TV (1979)
- Geschichten aus der Zukunft – serie TV, 1 episodio (1979)
- Il commissario Voss (Der Alte) – serie TV, 2 episodi (1979-1982)
- L'ispettore Derrick (Derrick) – serie TV, 6 episodi (1979-1986)
- Kolportage, regia di Peter Weck – film TV (1980)
- Der Fuchs von Övelgönne – serie TV, 1 episodio (1981)
- Polizeiinspektion 1 – serie TV, 1 episodio (1981)
- Keine Angst vor Verwandten!, regia di Rolf von Sydow – film TV (1981)
- La nave dei sogni (Das Traumschiff) – serie TV, 31 episodi (1981-2019)
- Ein Fall von Zuneigung, regia di Imo Moszkowicz – film TV (1982)
- Georg Thomallas Geschichten – serie TV, 1 episodio (1982)
- Liebe hat ihre zeit, regia di Alfred Vohrer – film TV (1982)
- Rummelplatzgeschichten – serie TV (1984)
- Lach mal wieder – serie TV, 2 episodi (1984)
- La clinica della foresta nera (Die Schwarzwaldklinik) – serie TV, 68 episodi (1985-1989)
- Hessische Geschichten – serie TV, 1 episodio (1986)
- Warten auf Hugo, regia di Hartmut Griesmayr – film TV (1986)
- Una povera ragazza ricca - La storia di Barbara Hutton (Poor Little Rich Girl: The Barbara Hutton Story), regia di Charles Jarrott - miniserie TV (1987)
- Bordertown – serie TV, 1 episodio (1989)
- Liebe auf Bewährung, regia di Wilfried Dotzel – miniserie TV (1992)
- Ziska und Zacharias – serie TV (1992)
- Eine Mörderin, regia di Hartmut Griesmayr – film TV (1993)
- Markus Merthin, medico delle donne (Markus Merthin, der Frauenarzt) – serie TV, 53 episodi (1994-1997)
- Eine Liebe auf Mallorca, regia di Celino Bleiweiß e Michael Steinke – film TV (1999)
- Eine Liebe auf Mallorca 2, regia di Michael Steinke – film TV (2000)
- Flucht nach vorn, regia di Ilse Biberti – film TV (2000)
- Fremde Frauen küsst man nicht, regia di Ilse Biberti – film TV (2001)
- Eine Liebe auf Mallorca 3, regia di Hans Liechti – film TV (2001)
- Wilder Kaiser – serie TV, 3 episodi (2001-2002)
- Im Tal des Schweigens – serie TV, 4 episodi (2004-2008)
- Die Schwarzwaldklinik - Die nächste Generation, regia di Hans-Jürgen Tögel – film TV (2005)
- Die Schwarzwaldklinik - Neue Zeiten, regia di Hans-Jürgen Tögel – film TV (2005)
- Einmal Dieb, immer Dieb, regia di Michael Kreindl – film TV (2007)
- Zwei Herzen und ein Edelweiß, regia di Helmut Metzger – film TV (2008)
- Das Musikhotel am Wolfgangsee, regia di Stephan Pichl – film TV (2008)
- SOKO München – serie TV, 1 episodio (2011)
- Un'estate in Scozia (Ein Sommer in Schottland), regia di Michael Keusch – film TV (2012)
- Lerchenberg – serie TV, 8 episodi (2013-2015)
- La nave dei sogni - Viaggio di nozze (Kreuzfahrt ins Glück) – serie TV, 11 episodi (2014-2019)

## Doppiatori italiani
Nelle versioni in italiano dei suoi film, Sascha Hehn è stato doppiato da:
- Massimo Rinaldi ne La clinica della Foresta Nera[7][8]